# Праско
Праско (італ. Prasco, п'єм. Prasch) — муніципалітет в Італії, у регіоні П'ємонт,  провінція Алессандрія.
Праско розташоване на відстані близько 450 км на північний захід від Рима, 85 км на південний схід від Турина, 31 км на південь від Алессандрії.
Населення — 531 особа (2014).
Щорічний фестиваль відбувається 28 липня. Покровитель — Nazario.

## Демографія
Населення за роками:

Станом на 1 січня 2023 року в муніципалітеті офіційно проживало 48 іноземців з 15 країн, серед них 7 громадян країн Євросоюзу.

## Сусідні муніципалітети
- Кремоліно
- Морбелло
- Морсаско
- Візоне